# فريدريش بوك
فريدريش بوك (بالألمانية: Friedrich-Wilhelm Bock)‏ (و. 1897 – 1978 م) هو ضابط ألماني، كان عضوًا في الحزب النازي، ويحمل رتبة عسكرية فريق أول، توفي في هانوفر، عن عمر يناهز 81 عاماً.

## الخدمة العسكرية
خدم في فافن إس إس.

## جوائز
حصل على جوائز منها:

Knight's Cross of the Iron Cross with Oak Leaves ‏